# Cesare Sili
Cesare Mattia Giuseppe Sili, Marchese di S. Andrea d'Ussita (Campagnano di Roma, 11 maggio 1862 – Roma, 4 marzo 1943), è stato un imprenditore e politico italiano.
Riportato anche col cognome Silj è stato senatore del Regno d'Italia, era cugino del cardinal Pietro Gasparri e fratello del cardinal Augusto Silj.
Svolse un ruolo nell’opera di "revisione della legislazione ecclesiastica che avrebbe fatto da battistrada alle trattative per la Conciliazione (...) Nei mesi seguenti si metteva in moto l’iter delle trattative", nelle quali vari elementi attestano il ruolo svolto da Silj: uno di essi "è rappresentato da una sua
lettera del 12 novembre 1927 a Mussolini, in cui – su precedente richiesta
del duce – riassumeva quanto era autorizzato a riferire da parte della
Santa Sede: in particolare la rinuncia alla concessione di un corridoio terrestre
da Roma al mare, pregiudiziale avanzata sin dai tempi di Benedetto
XV e che rappresentava un grosso ostacolo alle trattative (...) Sulla delicatissima materia Silj osservava il più scrupoloso e vigile segreto".